# فیلم ۳۶۰ درجه
فیلم ۳۶۰ درجه تعاملی (به انگلیسی: 360 interactive movie) از جدیدترین شیوه‌های فیلمسازی است.
این نوع فیلم در دسته تصاویر تعاملی قرار می‌گیرد که در آن مخاطب حق انتخاب دارد و بخشی از فرایند تولید فیلم را بر عهده دارد.

## تاریخچه
پس از چند سال تجربه تولید عکسهای ۳۶۰ درجه تعاملی ، شرکت Immersivemedia در سال ۲۰۱۰ توانست اولین ویدیوی ۳۶۰درجه را بسازد. .

## اولین فیلم مستند صنعتی ۳۶۰درجه تعاملی
اولین فیلم مستند ۳۶۰درجه دنیا توسط سعید دهقانی کارگردان ایرانی در سال ۲۰۱۳ ساخته شد که برای اولین بار یک فیلم مستند ۳۶۰ درجه دارای روایت بود. 

## پیوندها
isna.ir

روزنامه خورشید